# Ервин (Северна Каролина)
Ервин (енгл. Erwin) град је у америчкој савезној држави Северна Каролина.

## Демографија
По попису из 2010. године број становника је 4.405, што је 132 (-2,9%) становника мање него 2000. године.
| Група             | 2000.         | 2010.         |
| Белци             | 3.565 (78,6%) | 3.194 (72,5%) |
| Афроамериканци    | 724 (16,0%)   | 764 (17,3%)   |
| Азијати           | 4 (0,1%)      | 13 (0,3%)     |
| Хиспаноамериканци | 188 (4,1%)    | 324 (7,4%)    |
| Укупно            | 4.537         | 4.405         |